# ادوارد رهاتسک
ادوارد رهاتسِک یا رهاتشِک (مجاری: Rehatsek Edward، زاده ۳ ژوئیه ۱۸۱۹ در ایلک – درگذشته ۱۱ دسامبر ۱۸۹۱ در بمبئی) شرق‌شناس، مهندس، ریاضی‌دان و مترجم اهل مجارستان بود. وی تحصیلات خود را در پچ و سپس در مؤسسه مهندسی پِشت در ۱۸۴۱ به پایان رساند. ابتدا به فرانسه و سپس به آمریکا رفت و سرانجام در بمبئی هند اقامت گزید و در آنجا معلم ریاضیات در کالج ویلسون شد. او عمدتاً مطالبی در زمینه شرق‌شناسی در روزنامه‌ها و مجلات آلمانی و انگلیسی‌زبان نوشته؛ آثار شاخص وی ترجمه گلستان سعدی، سیره نبوی ابن اسحاق و روضةالصفای میرخواند هستند.

## زندگی
ادوارد رهاتشِک در سال ۱۸۱۹ در ایلک، در سمت کروات‌نشین دانوب متولد شد. او در سال ۱۸۴۲ مدرک مهندسی گرفت و پس از آن به آمریکا مهاجرت کرد؛ پنج سال را در نیواورلئان گذراند و در سال ۱۸۴۷ از طریق لیورپول و کیپ به بمبئی رفت. او تا پایان عمر خود به مدت ۴۵ سال در بمبئی ماند؛ ابتدا به استخدام راج بریتانیا در مقام مهندس درآمد و اندکی بعد به مقام استادی دانشگاه رسید.
زبان مادری رهاتشک مجاری بود ولی قبل از مهاجرت در سطح عالی به زبان‌های کرواتی، لاتین و آلمانی صحبت می‌کرد. در نیواورلئان نیز انگلیسی و فرانسه و در بمبئی عربی، هندو، مراتی، یونانی باستان، فارسی و سانسکریت فرا گرفت.
او که در دانشگاه بمبئی لاتین و ریاضیات تدریس می‌کرد، همچنین تحقیقات تاریخی خود را برای بیش از ۴۵ سال در مقالات هفتگی در بومبی تایمز و مجلات انگلیسی می‌نوشت. علاقه او به رویدادهای کمتر شناخته‌شده تاریخ ایران و عرب مانند تأسیس امپراتوری جدید ایران، شاپور یکم، فتح اسکندریه توسط اعراب، یا پیروزی اعراب برچینی‌ها در نبرد طراز بود.

## درگذشت
رهاتشک در سال ۱۸۹۱ در سن ۷۲ سالگی درگذشت. او در زندگی متواضعانه خود، مقدار قابل توجهی پول پس‌انداز کرده‌بود؛ سی هزار روپیه و کتابخانه بزرگ خود را به کمیته‌ای علمی سپرد تا در جهت مطالعه پسران فقیر هندو بدون در تفاوت نژاد، ملیت، مذهب یا کاست به کار رود.
رهاتسک از اولین اروپایی‌هایی بود که وصیت کرد جسدش به روش هندوها در آتش سوزانده‌شود.

## یادداشت
1. ↑  شیوه مجاری
2. ↑  Bombay Times